# Rạch Bà Cua – Ông Cày

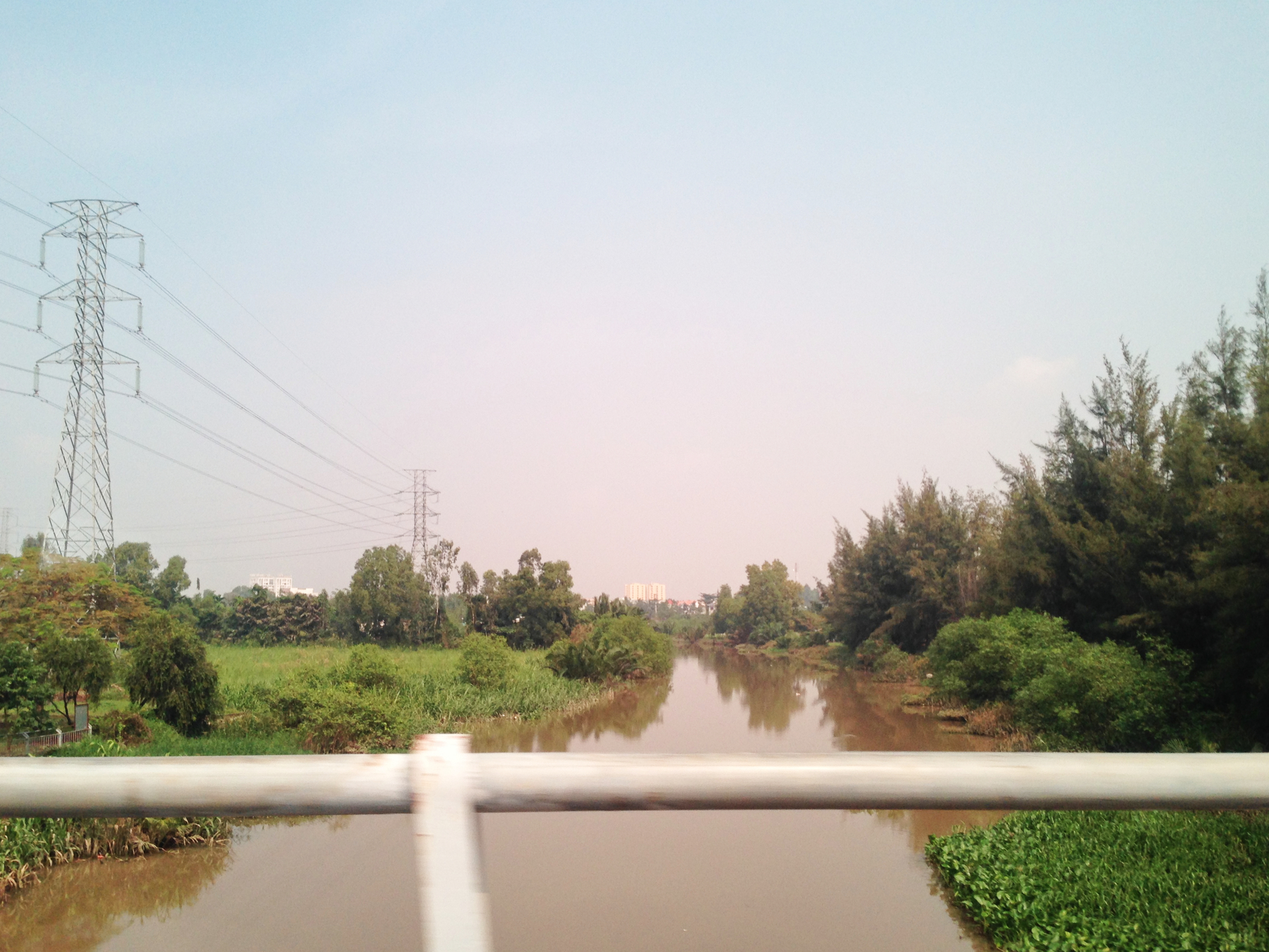

Rạch Bà Cua – Ông Cày là một con rạch đổ ra sông Đồng Nai tại thành phố Thủ Đức, Thành phố Hồ Chí Minh.
Rạch Bà Cua – Ông Cày dài 6,3 km, bắt đầu tại ngã ba nơi giao với Rạch Chiếc, chảy qua các phường Phước Long B, Phú Hữu, Bình Trưng Đông, Cát Lái và kết thúc tại ngã ba nơi giao sông Đồng Nai ở phía bắc cảng Cát Lái.